# Sint-Annakerk (Dublin)

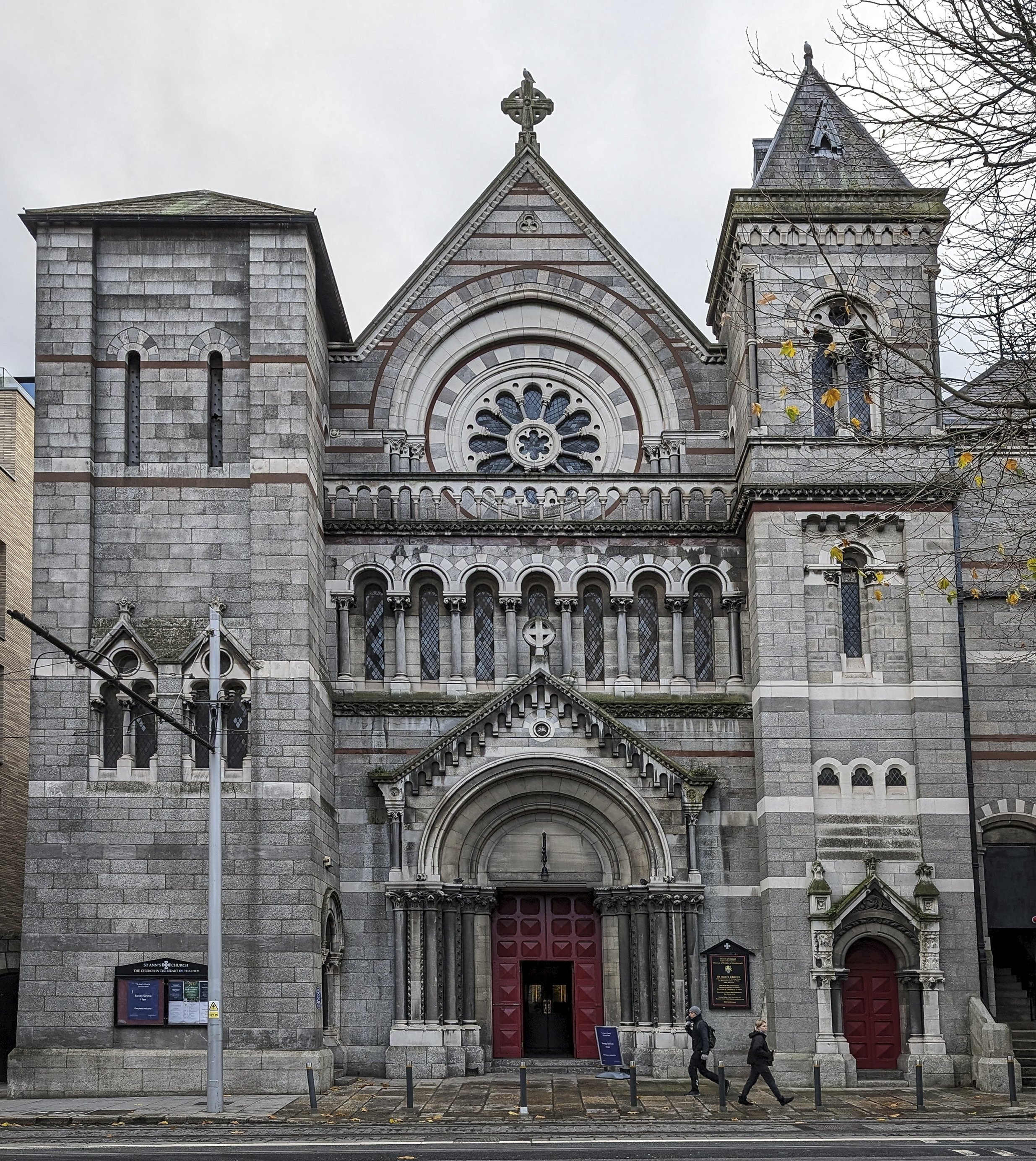
Sint-Annakerk

De Sint-Annakerk (Engels: St. Ann's Church, Dawson Street) is een kerkgebouw in de Ierse hoofdstad Dublin. De anglicaanse kerk is toegewijd aan Anna, de moeder van Maria. Sedert het begin van de 21e eeuw profileert deze kerk zich als oecumenisch binnen de traditie van de Church of Ireland.

## Historiek
De parochie Sint-Anna werd opgericht in 1707 en het terrein werd door Joshua Dawson (aan wie de straatnaam herinnert) toegezegd aan de kerk. Dit gebied, toen nog een voorstad van Dublin, trok eminente burgers aan zoals de hertog van Leicester, de aartsbisschop en de burgemeester voor wie er privé kerkgestoelte aanwezig was.
In 1721 omschreef men het bouwproces als vergevorderd. De geplande imposante barokgevel werd in 1868 vervangen door de huidige neo-romaanse gevel, ontworpen door Sir Thomas Deane.
Theobald Wolfe Tone huwde hier in het geheim met Martha Witherington op 21 juli 1785. Bram Stoker, de schrijver van Dracula, huwde hier op 4 december 1878 met Florence Balcombe.

## Galerij

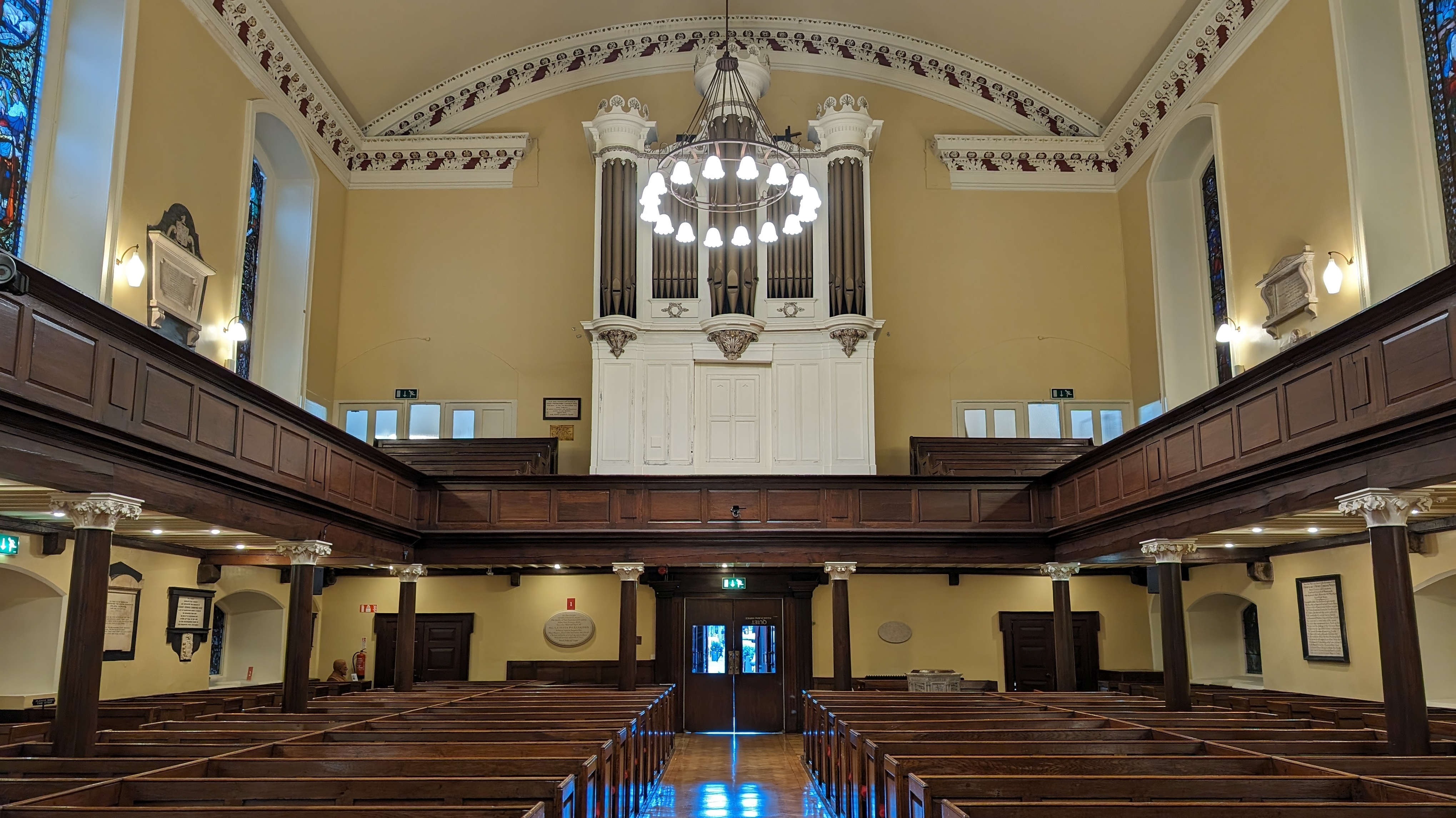
Achterzijde
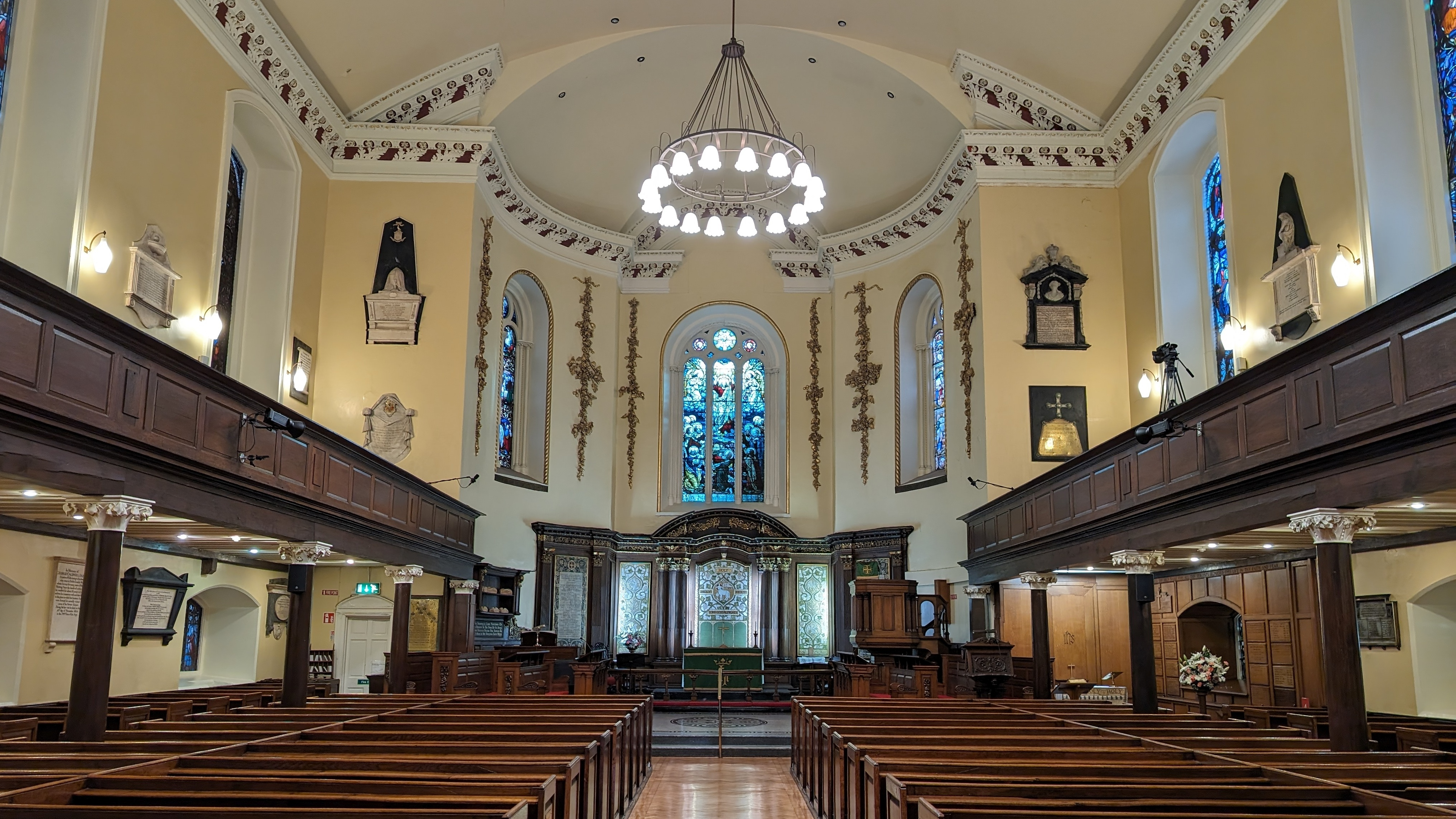
Kerkschip en koor